# Monopis straminella
Monopis straminella är en fjärilsart som beskrevs av Aleksei Konstantinovich Zagulajev 1958. Monopis straminella ingår i släktet Monopis och familjen äkta malar. Inga underarter finns listade i Catalogue of Life.